# José Carvallo
José Aurelio Carvallo Alonso (Lima, 1 de marzo de 1986) es un exfutbolista peruano que jugaba de guardameta. Su último club es el Club Deportivo Universidad César Vallejo. Fue internacional absoluto con la selección peruana de fútbol.

## Biografía
José Carvallo nació en Lima el 1 de marzo de 1986. Estudió primaria en el Colegio Pestalozzi y secundaria en el Colegio Santa Rita de Casia, ambos ubicados en el distrito de Miraflores.

## Trayectoria

### Universitario de Deportes
Fue formado en las divisiones menores de Universitario de Deportes donde llegó a los 12 años. Su debut en la primera división se produjo el 4 de mayo de 2003 con 17 años, en el encuentro entre Universitario y Atlético Universidad, pero su continuidad no fue tan larga pues estaba a la sombra de Juan Flores siendo suplente en la Copa Sudamericana 2005. Durante ese tiempo fue recordada su actuación en la victoria de la U en el clásico del 2004 (último clásico del ídolo crema José "el Puma" Carranza). También participó como portero titular en algunos partidos de los equipos que lograron la clasificación a la Copa Sudamericana 2007 y Copa Sudamericana 2008. En el año 2007, Juan Flores fue transferido a Cienciano, hecho que le permitió tener más continuidad en el primer equipo, sin embargo por la inestabilidad del club, en ese año tomaron el equipo varios Directores Técnicos. En la última parte del año 2007 tomó el equipo el argentino Ricardo Gareca, cuando atravesaba una suspensión, por lo que alineó a Raúl Fernández Valverde quien tuvo buena actuación y fue mantenido como portero titular el resto de la temporada. Por esta razón, al finalizar la temporada se anunció su salida al DC United de la Major League Soccer, en calidad de préstamo.
Luego de una breve estadía en los Estados Unidos, regresó al Perú y se incorporó al Sporting Cristal para pelear el puesto con Manuel Heredia ante la lesión y salida del club de Erick Delgado. Se mantuvo en tienda celeste por dos años y medio.  
Tras perder continuidad en el cuadro bajopontino, con el regreso al club de Erick Delgado fichó por el Melgar de Arequipa en 2011. Permaneció dos temporadas en el cuadro arequipeño, club con el cual fue considerado el mejor arquero del campeonato en la temporada 2012, además de lograr clasificar con el club a la Copa Sudamericana 2013, haciendo que el club arequipeño volviera a disputar un torneo internacional luego de 15 años. 
El 30 de diciembre de 2012 firmó por Universitario de Deportes por dos temporadas a pedido del entrenador Ángel Comizzo, con lo que se concretó su retorno al club crema luego de seis años. Su primer partido lo disputó el 9 de febrero de 2013 ante la Universidad César Vallejo, encuentro que terminó en victoria del cuadro crema por 1-0. Carvallo se convirtió en el arquero titular durante todo el año y tras una buena campaña lograron clasificar al play off final contra el Real Garcilaso, al que vencieron luego de tres finales. En la última final atajó dos penales y logró su primer título como profesional.En el año 2014 jugó el torneo local y la Copa Libertadores 2014, completando un total de 28 partidos. En 2015 ante la sorpresa de muchos y a pesar del buen nivel mostrado por Carvallo, Universitario fichó a Raúl Fernández quien venía de la MLS. Ante la llegada de Raúl, a pesar de que el director Técnico Roberto Challe optó por rotar a ambos porteros, Carvallo perdió continuidad por lo que su partida fue inminente.
En diciembre de 2015 fue fichado por la Universidad Técnica de Cajamarca, donde se quedó durante 3 años y fue uno de los futbolistas referentes del equipo cajamarquino. Por su regularidad, siempre estuvo en la órbita de la selección nacional dirigida por Ricardo Gareca, quién lo llevó como tercer arquero a la Copa del Mundo disputada en Rusia.

### Última etapa en Universitario de Deportes
En diciembre de 2018 volvió a Universitario de Deportes con un contrato de 2 años a pedido de Nicolás Córdova con lo que se concretó su retorno al club luego de 3 años. Disputó el puesto con Patrick Zubczuk quien venía teniendo buenas actuaciones. Tras la llegada de Ángel Comizzo, el argentino le brindó toda su confianza. Junto a Alejandro Hohberg fue uno de los mejores jugadores del plantel crema de 2019. Fue elegido junto con Manuel Heredia, mejor arquero de la Liga 1 2019. Al siguiente año jugó la Copa Libertadores 2020, siendo eliminado en fase previa por Cerro Porteño. Además fue campeón del Torneo Apertura 2020, pero a final de año su club perdió la final nacional frente a Sporting Cristal. El 5 de enero de 2021 se hizo oficial su renovación por dos temporadas más en el cuadro crema, al final de la temporada su club logró clasificar a la Copa Libertadores 2022, siendo una de las principales figuras del plantel.   
En el 2022 tuvo una actuación regular, lo que le valió para renovar por todo el 2023. En junio de ese año, luego de una trifulca tras el triunfo por 1-0 ante Gimnasia de La Plata por la Copa Sudamericana 2023, Carvallo fue expulsado y posteriormente sancionado por 8 fechas en competiciones internacionales de clubes. A fines de la temporada 2023, como segundo capitán y referente del club, logró alzar su segundo título nacional, que fue obtenido luego de ganar en las finales a Alianza Lima. Cabe resaltar que Carvallo tuvo una gran actuación a lo largo de año tanto en el plano nacional, obteniendo el premio al mejor arquero de la temporada, como en el internacional. El 8 de noviembre de 2023, tras consagrarse campeón nacional con Universitario, anunció que sería su último año con el cuadro estudiantil, con el cual consiguió los títulos estrellas 26 y 27 del club peruano.
El 29 de noviembre de 2023, Universidad César Vallejo anunció el fichaje de Carvallo con un contrato por las siguientes dos temporadas.El club acabó en el puesto 17 de la tabla de la Liga 1 2024 al final de la temporada, por lo que terminó descendiendo a la Liga 2.
El 13 de marzo de 2025 anunció su retiro del fútbol profesional a los 39 años siendo su último equipo la César Vallejo.

## Selección nacional
Fue internacional con la selección de fútbol del Perú en 8 ocasiones. Su debut se produjo el 12 de septiembre de 2007, en un encuentro amistoso ante la selección de Bolivia que finalizó con marcador de 2:0 a favor de los peruanos.
El 16 de mayo de 2018 el entrenador de la selección peruana, Ricardo Gareca, lo incluyó en la nómina preliminar de 24 jugadores convocados para la Copa Mundial de Fútbol de 2018. Fue confirmado en la lista definitiva de 23 jugadores el 4 de junio. Fue incluido en la lista preliminar de cara a la Copa América 2021 y finalmente fue convocado como tercer arquero de la selección.

### Participaciones en Copas del Mundo
| Copa              | Sede  | Resultado    | Partidos | Goles | VI |
| ----------------- | ----- | ------------ | -------- | ----- | -- |
| Copa Mundial 2018 | Rusia | Primera Fase | 0        | 0     | 0  |

### Participaciones en Copa América
| Copa              | Sede   | Resultado    | Partidos | Goles | VI |
| ----------------- | ------ | ------------ | -------- | ----- | -- |
| Copa América 2021 | Brasil | Cuarto lugar | 0        | 0     | 0  |

| \| Fecha \| Ciudad \| Local \| Resultado \| Visitante \| Competencia \| Goles \| \| ---------- \| ---------------- \| -------------- \| --------- \| --------- \| -------------------------- \| ----- \| \| 12-09-2007 \| Lima \| Perú \| 2:0 \| Bolivia \| Amistoso \| 0 \| \| 12-10-2012 \| La Paz \| Bolivia \| 1:1 \| Perú \| Clasificación Mundial 2014 \| 0 \| \| 17-04-2013 \| San Francisco \| Perú \| 0:0 \| México \| Amistoso \| 0 \| \| 01-06-2013 \| Ciudad de Panamá \| Panamá \| 1:2 \| Perú \| Amistoso \| 0 \| \| 13-06-2017 \| Arequipa \| Perú \| 3:1 \| Jamaica \| Amistoso \| 0 \| \| 29-05-2018 \| Lima \| Perú \| 2:0 \| Escocia \| Amistoso \| 0 \| \| 16-10-2018 \| East Hartford \| Estados Unidos \| 1:1 \| Perú \| Amistoso \| 0 \| \| 27-09-2022 \| Washington D. C. \| El Salvador \| 1:4 \| Perú \| Amistoso \| 0 \| \| Total \| \| Presencias \| 8 \| \| Goles \| 0 \| |                  |                |           |           |                            |       |
| Fecha | Ciudad           | Local          | Resultado | Visitante | Competencia                | Goles |
| 12-09-2007 | Lima             | Perú           | 2:0       | Bolivia   | Amistoso                   | 0     |
| 12-10-2012 | La Paz           | Bolivia        | 1:1       | Perú      | Clasificación Mundial 2014 | 0     |
| 17-04-2013 | San Francisco    | Perú           | 0:0       | México    | Amistoso                   | 0     |
| 01-06-2013 | Ciudad de Panamá | Panamá         | 1:2       | Perú      | Amistoso                   | 0     |
| 13-06-2017 | Arequipa         | Perú           | 3:1       | Jamaica   | Amistoso                   | 0     |
| 29-05-2018 | Lima             | Perú           | 2:0       | Escocia   | Amistoso                   | 0     |
| 16-10-2018 | East Hartford    | Estados Unidos | 1:1       | Perú      | Amistoso                   | 0     |
| 27-09-2022 | Washington D. C. | El Salvador    | 1:4       | Perú      | Amistoso                   | 0     |
| Total |                  | Presencias     | 8         |           | Goles                      | 0     |

## Clubes
| Club                       | País           | Año         | Partidos |
| -------------------------- | -------------- | ----------- | -------- |
| América Cochahuayco        | Perú           | 2001 - 2002 | -        |
| Universitario de Deportes  | Perú           | 2003 - 2007 | 114      |
| D. C. United               | Estados Unidos | 2008        | 1        |
| Sporting Cristal           | Perú           | 2008 - 2010 | 26       |
| FBC Melgar                 | Perú           | 2011 - 2012 | 66       |
| Universitario de Deportes  | Perú           | 2013 - 2015 | 89       |
| Univ. Técnica de Cajamarca | Perú           | 2016 - 2018 | 109      |
| Universitario de Deportes  | Perú           | 2019 - 2023 | 136      |
| Universidad César Vallejo  | Perú           | 2024 - Act. | 20       |

## Palmarés

### Títulos nacionales
| Título                    | Club                      | País           | Año  |
| ------------------------- | ------------------------- | -------------- | ---- |
| Lamar Hunt U.S. Open Cup  | D.C. United               | Estados Unidos | 2008 |
| Primera División del Perú | Universitario de Deportes | Perú           | 2013 |
| Primera División del Perú | Universitario de Deportes | Perú           | 2023 |

### Distinciones individuales
| Distinción                                 | Año  |
| ------------------------------------------ | ---- |
| Arquero del Año en el Perú.                | 2012 |
| Premio DT como Arquero del Año en el Perú. | 2013 |
| Mejor once de la Liga 1 según la SAFAP     | 2019 |
| Once ideal de la Liga 1                    | 2019 |
| Arquero del año de la Liga 1               | 2019 |
| Once Ideal de la Liga 1                    | 2023 |
| Arquero del año de la Liga 1               | 2023 |